# Treborg
Treborg är den äldsta stadsdelen i den norska staden Kopervik. Den är döpt efter kung Sverre Sigurdssons borg från slutet av 1100-talet som en gång stod här. Här på näset låg även huvudbebyggelsen under medeltiden. Idag präglas stadsdelen av sina vitmålade trähus från 1700- och 1800-talen samt av sina trånga, krokiga gator.